# Iwan Dmitrijewitsch Kassutin
Iwan Dmitrijewitsch Kassutin (russisch Иван Дмитриевич Касутин; * 17. Oktober 1986 in Wologda, Russische SFSR) ist ein russischer Eishockeytorwart, der seit Juli 2017 bei Metallurg Nowokusnezk in der Wysschaja Hockey-Liga unter Vertrag steht.

## Karriere
Iwan Kassutin begann seine Karriere bei der zweiten Mannschaft des Lokomotive Jaroslawl in der drittklassigen Perwaja Liga, ehe er 2005 zum russischen Zweitligisten Disel Pensa wechselte, wo er für eine Saison blieb. 2006 bis 2008 spielte der Torwart beim HK ZSKA Moskau.
Bei seinem nächsten Arbeitgeber Neftechimik Nischnekamsk stand er zwischen 2008 und 2011 unter Vertrag und entwickelte sich dort zum Stammtorhüter. Im Mai 2011 wurde er vom HK Spartak Moskau für zwei Jahre verpflichtet und spielte für Spartak bis Januar 2012 in der Kontinentalen Hockey-Liga. Danach wurde er für den Rest der Saison an Ak Bars Kasan abgegeben. Im Mai des gleichen Jahre kehrte er zu Spartak zurück, einen Monat später wurde sein Vertrag vorzeitig aufgelöst und Kassutin wechselte zu Witjas Tschechow.
Nachdem Witjas die Play-offs nicht mehr erreichen konnte, wurde Kassutin im Januar 2013 an den SKA Sankt Petersburg abgegeben. Im Mai 2013 wurde Kassutin zusammen mit Grigori Serkin, einem Wahlrecht für den KHL Junior Draft sowie einer Ausgleichszahlung im Tausch gegen Wadim Schipatschow an Sewerstal Tscherepowez abgegeben. Bei Sewerstal stand er bis Januar 2014 unter Vertrag und kam dabei neun Mal in der KHL zum Einsatz, bevor er an Torpedo Nischni Nowgorod abgegeben wurde. Sewerstal erhielt im Gegenzug Artjom Perschin sowie zwei Wahlrechte für den KHL Junior Draft 2014. In den Playoffs 2014 überzeugte Kassutin erneut mit hervorragenden Leistungen und war der statistisch beste Torhüter der Endrunde. Auch in der Saison 2014/15 überzeugte Kassutin mit hervorragenden Leistungen wurde unter anderem als KHL Torhüter des Monats Oktober ausgezeichnet.
Im Juni 2015 wechselte er innerhalb der KHL zum HK Lada Toljatti.

## Erfolge und Auszeichnungen
- 2004 Goldmedaille bei der U18-Junioren-Weltmeisterschaft
- 2010 KHL-Torwart des Monats März
- 2010 Geringster Gegentorschnitt der KHL-Playoffs
- 2010 Höchste Fangquote der KHL-Playoffs
- 2014 Geringster Gegentorschnitt der KHL-Playoffs
- 2014 Höchste Fangquote der KHL-Playoffs
- 2014 KHL-Torwart des Monats Oktober